# Grand Prix automobile de Belgique 1981
Résultats du Grand Prix de Belgique de Formule 1 1981 qui s'est tenu sur le circuit de Zolder le 17 mai.

## Résumé
L'épreuve est marquée par deux graves accidents, ainsi que par une mini-grève des pilotes. 

Tout commence lors des essais, où Carlos Reutemann renverse accidentellement dans la voie des stands un mécanicien d'Osella. Grièvement blessé, ce dernier décédera quelques jours plus tard. L'étroitesse et donc la dangerosité de la "pit-lane" sont unanimement montrées du doigt comme étant la cause de ce drame. 

Le jour de la course, à l'heure du départ, profitant de la présence des caméras du monde entier, les pilotes (au premier rang desquels Gilles Villeneuve) entament une manifestation symbolique sur la grille. Il s'agit pour eux d'exprimer leur solidarité envers le mécanicien accidenté, et de protester contre la légèreté avec laquelle les autorités de la F1 traitent les problèmes de sécurité. 

Sous la pression des dirigeants, la manifestation est rapidement écourtée, et la procédure de départ accélérée, donnant lieu à une certaine confusion. Qualifié en seconde ligne, Riccardo Patrese cale et agite frénétiquement les bras pour provoquer un report des ordres du starter, tandis qu'un mécanicien d'Arrows se précipite derrière sa voiture pour tenter d'actionner le démarreur, mais le départ est tout de même donné. Tous les concurrents évitent l'Arrows immobile de Patrese, sauf son propre coéquipier Siegfried Stohr, qui l'emboutit par l'arrière et écrase donc le mécanicien. Fou de désespoir, croyant l'avoir tué (il ne sera que blessé) Stohr bondit hors de sa voiture et éclate dans une véritable crise de nerfs sur la grille. 

Malgré ce nouveau drame et la présence des secours sur la piste, la course n'est pas interrompue, et c'est seulement à l'initiative de Didier Pironi (qui lève les bras en ralentissant) que la course est enfin stoppée. 
Au deuxième départ, Carlos Reutemann s'envole et profite des abandons successifs de ses deux grands rivaux Nelson Piquet et Alan Jones pour prendre le large au championnat.

## Classement
| Pos. | No | Pilote                | Écurie          | Tours | Temps/Abandon                     | Grille | Points |
| ---- | -- | --------------------- | --------------- | ----- | --------------------------------- | ------ | ------ |
| 1    | 2  | Carlos Reutemann      | Williams-Ford   | 54    | 1 h 16 min 31 s 61 (180,445 km/h) | 1      | 9      |
| 2    | 26 | Jacques Laffite       | Ligier-Matra    | 54    | + 36 s 06                         | 9      | 6      |
| 3    | 12 | Nigel Mansell         | Lotus-Ford      | 54    | + 43 s 69                         | 10     | 4      |
| 4    | 27 | Gilles Villeneuve     | Ferrari         | 54    | + 47 s 64                         | 7      | 3      |
| 5    | 11 | Elio De Angelis       | Lotus-Ford      | 54    | + 49 s 20                         | 14     | 2      |
| 6    | 3  | Eddie Cheever         | Tyrrell-Ford    | 54    | + 52 s 51                         | 8      | 1      |
| 7    | 7  | John Watson           | McLaren-Ford    | 54    | + 1 min 01 s 66                   | 5      |        |
| 8    | 28 | Didier Pironi         | Ferrari         | 54    | + 1 min 32 s 04                   | 3      |        |
| 9    | 23 | Bruno Giacomelli      | Alfa Romeo      | 54    | + 1 min 35 s 58                   | 17     |        |
| 10   | 22 | Mario Andretti        | Alfa Romeo      | 53    | + 1 tour                          | 18     |        |
| 11   | 14 | Marc Surer            | Ensign-Ford     | 52    | + 2 tours                         | 15     |        |
| 12   | 4  | Michele Alboreto      | Tyrrell-Ford    | 52    | + 2 tours                         | 19     |        |
| 13   | 31 | Piercarlo Ghinzani    | Osella-Ford     | 50    | + 4 tours                         | 24     |        |
| Abd. | 6  | Héctor Rebaque        | Brabham-Ford    | 39    | Accident                          | 21     |        |
| Abd. | 25 | Jean-Pierre Jabouille | Ligier-Matra    | 35    | Transmission                      | 16     |        |
| Abd. | 21 | Chico Serra           | Fittipaldi-Ford | 29    | Moteur                            | 20     |        |
| Abd. | 32 | Beppe Gabbiani        | Osella-Ford     | 22    | Moteur                            | 22     |        |
| Abd. | 1  | Alan Jones            | Williams-Ford   | 19    | Accident                          | 6      |        |
| Abd. | 8  | Andrea De Cesaris     | McLaren-Ford    | 11    | Boîte de vitesses                 | 23     |        |
| Abd. | 5  | Nelson Piquet         | Brabham-Ford    | 10    | Collision                         | 2      |        |
| Abd. | 20 | Keke Rosberg          | Fittipaldi-Ford | 10    | Boîte de vitesses                 | 11     |        |
| Abd. | 15 | Alain Prost           | Renault         | 2     | Embrayage                         | 12     |        |
| Abd. | 29 | Riccardo Patrese      | Arrows-Ford     | 0     | Accident                          | 4      |        |
| Abd. | 30 | Siegfried Stohr       | Arrows-Ford     | 0     | Accident                          | 13     |        |
| Nq.  | 16 | René Arnoux           | Renault         |       | Non qualifié                      |        |        |
| Nq.  | 17 | Eliseo Salazar        | March-Ford      |       | Non qualifié                      |        |        |
| Nq.  | 9  | Slim Borgudd          | ATS-Ford        |       | Non qualifié                      |        |        |
| Nq.  | 33 | Patrick Tambay        | Theodore-Ford   |       | Non qualifié                      |        |        |
| Nq.  | 36 | Derek Warwick         | Toleman-Hart    |       | Non qualifié                      |        |        |
| Nq.  | 35 | Brian Henton          | Toleman-Hart    |       | Non qualifié                      |        |        |
| Nq.  | 18 | Derek Daly            | March-Ford      |       | Non qualifié                      |        |        |

## Pole position et record du tour
- Pole position : Carlos Reutemann en 1 min 22 s 28 (vitesse moyenne : 186,475 km/h).
- Meilleur tour en course : Carlos Reutemann en 1 min 23 s 30 au 37e tour (vitesse moyenne : 184,192 km/h).

## Tours en tête
- Didier Pironi : 12 (1-12)
- Alan Jones : 7 (13-19)
- Carlos Reutemann : 35 (20-54)

## À noter
- 12e victoire pour Carlos Reutemann.
- 14e victoire pour Williams en tant que constructeur.
- 141e victoire pour Ford-Cosworth en tant que motoriste.
- Course initialement prévue sur 70 tours mais stoppée au 54e tour par la pluie.
- L'affiche du Grand Prix est une illustration de Claude Viseur (dit Clovis).